# ジョイフル本田

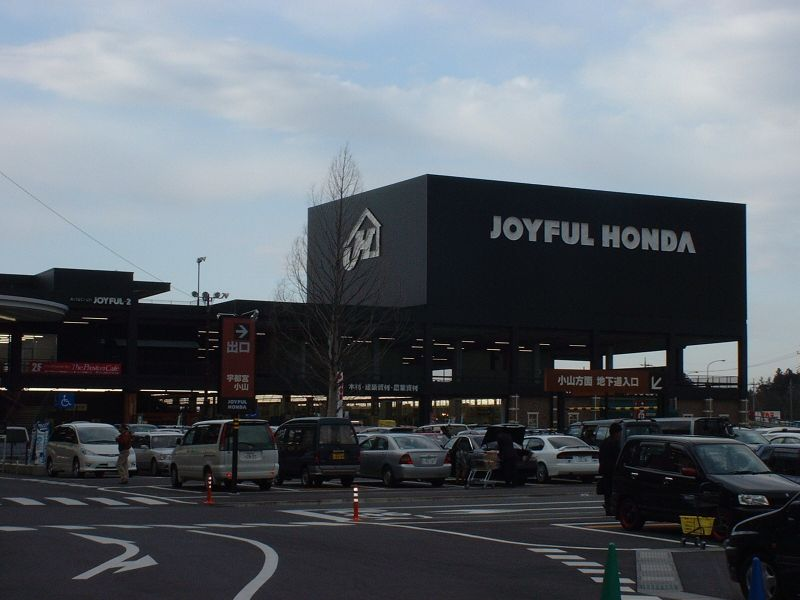
ジョイフル本田宇都宮店（栃木県河内郡上三川町）

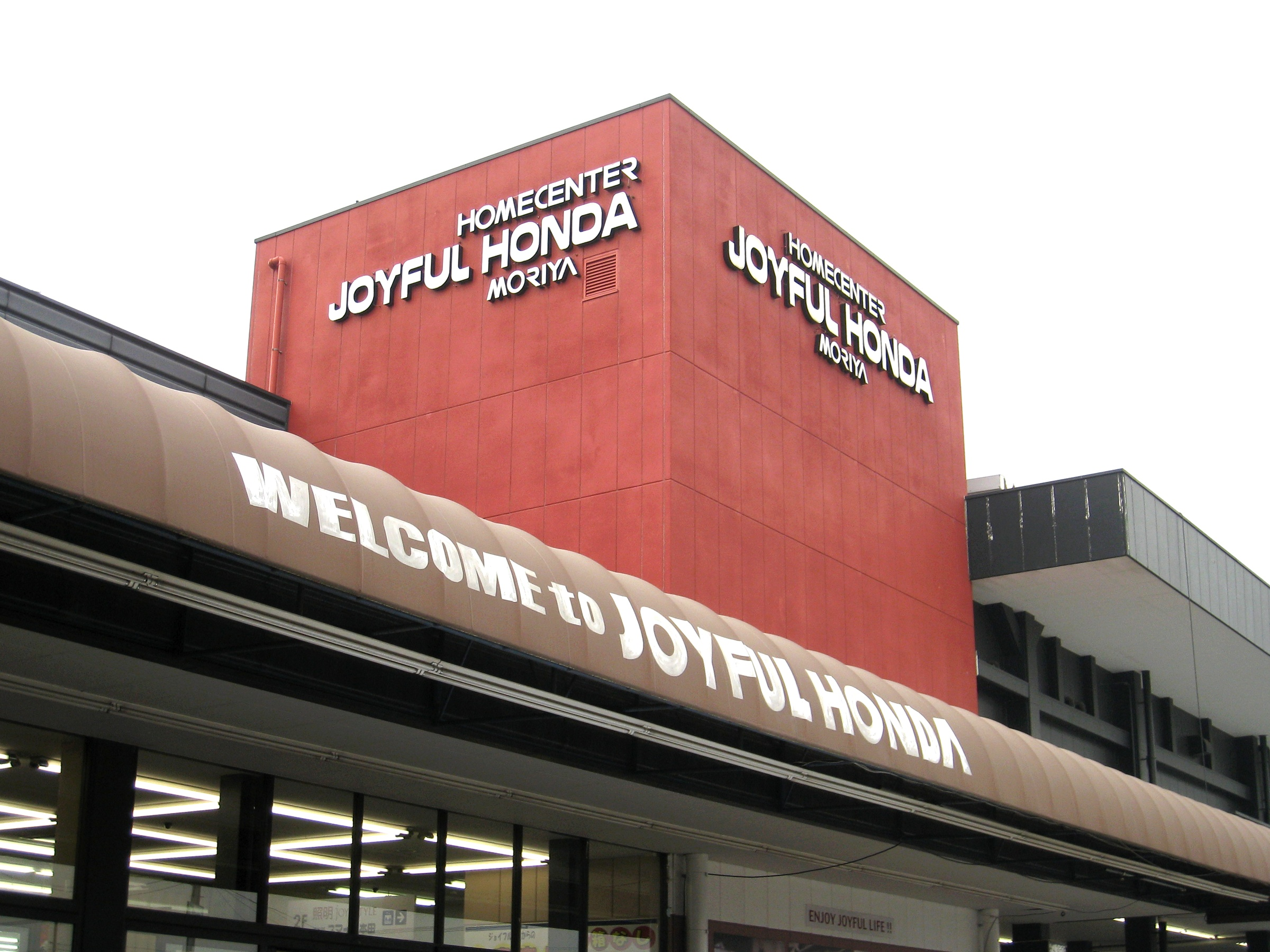
ジョイフル本田 守谷店（茨城県守谷市）

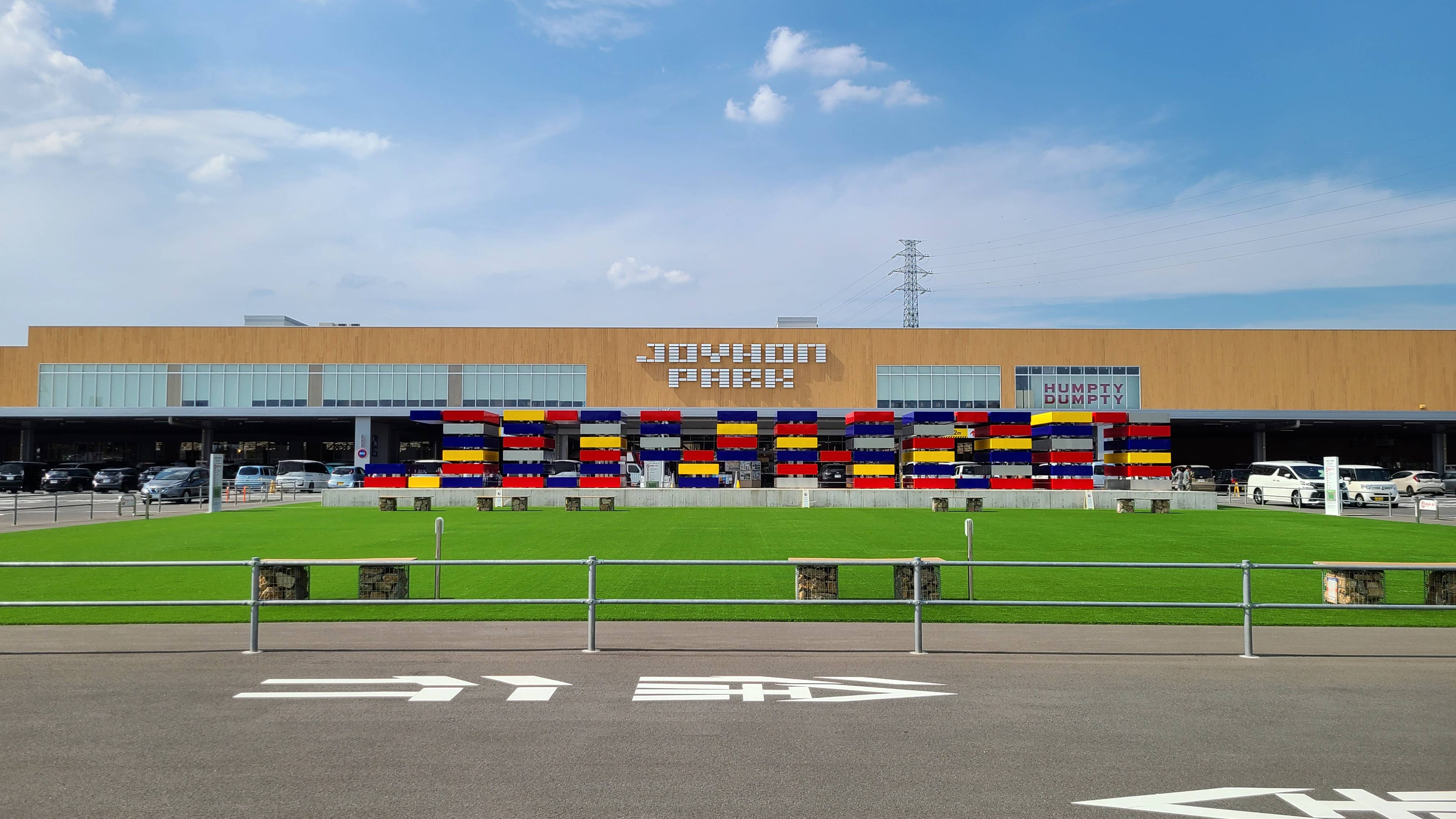
ジョイホンパーク吉岡（群馬県吉岡町）

株式会社ジョイフル本田（ジョイフルほんだ、英: JOYFUL HONDA CO.,LTD.）は、茨城県土浦市に本社を置き、茨城県を中心に関東地方で大型ホームセンターを展開する企業。また同社が展開する店舗ブランド名も「ジョイフル本田」である。

## 概要
極めて大規模な郊外型ロードサイド店舗を展開しているのが特徴で、1店舗あたりの商圏も広い。1店舗あたりの平均店舗面積・売上高が大きいため、「ジョイフル本田」「ジョイホン」をあわせてわずか17店舗の店舗展開であるにもかかわらず、ホームセンター業界で売上高トップ10に名を連ねている。
各店舗あたりの平均敷地面積は東京ドーム2.3個分に匹敵する。特にニューポートひたちなか店（茨城県ひたちなか市）、千葉ニュータウン店（千葉県印西市）、瑞穂店（東京都西多摩郡瑞穂町）、新田店（群馬県太田市）、千代田店（群馬県邑楽郡千代田町）、宇都宮店（栃木県河内郡上三川町）、ジョイホン吉岡店（群馬県北群馬郡吉岡町）の7店舗は「超大型店」と位置づけており、2023年に開業した吉岡店を除いた6店舗での平均敷地面積は東京ドーム3.0個分、平均駐車場台数は2,723台に達する。公式サイトの店舗案内でも各店舗の敷地面積が東京ドーム何個分相当であるかを掲載している。最大のニューポートひたちなか店は東京ドーム5.1個分に相当し、同じくジョイフル本田が関連するショッピングモール「ファッションクルーズニューポートひたちなか」とも相まって、国営ひたち海浜公園周辺での巨大ショッピングエリアを形成している。
また、店舗を移転させずに店舗拡大（スケーリング）を続ける手法を取り、比較的初期から存在する店舗では、店舗敷地に隣接する田畑や他社事業所跡地などの土地を次々と取り込み、そこに別棟を立てたり駐車場を拡大する手法で、開店当初の規模から徐々に拡大していった店舗が多い。その中には幸手店（埼玉県幸手市）のように、元はボウリングブーム当時のボウリング場跡の中古建物からスタートした店舗が、長期にわたり全方位に敷地を拡大して別棟や駐車場を追加し、敷地内でのスクラップアンドビルドを重ね続け、ついには移転もないまま当初の数倍規模の大型店舗と化したケースもある。
なお、ジョイフル本田の初代社長である本田昌也は、同じ茨城県に本社を置く山新前社長の山口健治と弟子仲間であり、元々は2人で会社を立ち上げる予定であった。しかしお互いに「うまいものは1人で食べた方が良い」と考えたことから別々に起業することになった。その際に土浦以北を山新、以南をジョイフル本田とする″紳士協定″を結び、かつて山新が「ジョイフル」の名を冠していたのもその名残りである。
同じ「ジョイフル」を冠するホームセンターとして、近畿地方で展開する「ジョイフル朝日」があったが、開業に当たってジョイフル本田と提携し指導を受けていたという経緯があり、全く無関係というわけではない。

## 沿革
- 1975年12月 - 株式会社ジョイフル本田設立。
- 1976年3月 - 初のホームセンター店舗「ジョイフル本田荒川沖店」を茨城県土浦市に開店。
- 2001年
  - 1月 - 株式会社小川興産に営業譲渡し、株式会社ジョイフルカンパニーに商号変更。小川興産は株式会社ジョイフル本田に商号変更。
  - 8月 - キムラ、アークランドサカモトと共同出資で株式会社ジョイフルエーケーを設立。
- 2009年8月 - 丸の内キャピタル第一号投資事業有限責任組合と資本提携。
- 2011年6月 - 株式会社ジョイフルカンパニーが株式会社ジョイフル本田（旧・小川興産）を吸収合併し、株式会社ジョイフル本田に商号変更。
- 2013年9月20日 - 創業者で代表取締役会長の本田昌也が死去（83歳没）[10]。
- 2014年4月 - 東京証券取引所第一部に上場。
- 2016年
  - 5月6日 - 東京都稲城市に事業用地（約5.7万m2）を取得し、同地への出店計画を発表[11]。
  - 6月 - 株式会社ジョイフル車検・タイヤセンター（現在の株式会社BACS Boots）を連結子会社化。
  - 6月29日 - Tポイントを導入[12]。
- 2017年6月 - エクステリアセンター事業部を株式会社スマイル本田（現在の株式会社ジョイフル本田リフォーム）へ譲渡。
- 2018年3月 - 埼玉県さいたま市見沼区にペット専門単独店の1号店「ペッツクローバー東大宮店」を開店。千葉県千葉市中央区にジョイフル本田のプロショップ1号店「本田屋千葉都町店」を開店。
- 2018年4月 - 千葉県千葉市稲毛区の「ジョイフル本田千葉店」を全面建替し、リニューアルオープン。
- 2020年
  - 2月 - セルフガソリンスタンド事業を出光興産に事業譲渡。
  - 3月 - ジョイフル本田リフォーム及びホンダ産業を吸収合併、ジョイフルアスレティッククラブ及びジョイフル車検・タイヤセンターを非連結子会社化。
  - 5月1日 - 群馬県北群馬郡吉岡町に大型店舗「ジョイフル本田吉岡店」（当時の仮称）出店計画を発表（2023年春以降の開業予定）。同時に、業績不振による経営資源集中を理由として、東京都稲城市への出店計画を撤回し用地を売却することを発表[11]。
- 2021年
  - 3月 - ジョイフルアスレティッククラブの株式67%をTHINKフィットネスへ譲渡。ジョイフルアスレティッククラブの商号を株式会社MTJフィットネスへ変更。
  - 4月 - ジョイフル車検・タイヤセンターの全株式をオートバックスセブンへ譲渡[13][14]。
  - 7月1日 - dポイントを導入[15]。
- 2022年
  - 4月20日 - 栃木県小山市の小山駅前にかつて存在したイトーヨーカドー小山店の建物をそのまま利用し、商品カテゴリを絞り込んだ新業態「ジョイホン」の第1号店として、「ジョイホン小山駅前店」を開業[16][17][18]。単独専門店を除き、居抜き物件を活用して出店したのは同店舗が初めてとなった[18]。
  - 8月3日 - 前述の「ジョイフル本田吉岡店」（2023年春以降の開業予定）について、新業態「ジョイホンパーク」を用いて、「ジョイホンパーク吉岡」として開業予定であることを発表[19]。
- 2023年
  - 1月31日 - Tポイントサービス終了[20]。
  - 4月26日 - 前述の「ジョイホンパーク吉岡」を開業。ホームセンター部分は超大型店の「ジョイホン吉岡店」として開業し、この他に開業時は43のテナントからなる複合商業施設として開業[7]。
  - 11月16日 - 新業態として、女性向け商品を中心に扱う期間限定のポップアップストアとして、「JOYFUL Petit（ジョイフルプチ）」を、千葉県柏市の柏モディ内に開業（2階イベントスペースで、2024年1月9日まで）[21]。なお、後に2025年3月28日 - 5月26日に、今度は5階（アニメイト等が出店しているエリア）に再出店する[22]。
- 2025年6月10日 - 従来の「本田屋」（工具・ワークウェア等）の取り扱い商品に加え、大型機械・木材・建築資材を加えた新業態の「ジョイフル本田 資材館」1号店を群馬県伊勢崎市に開業[23]。

## 店舗

### 直営店舗
現在は、ジョイフル本田が15店舗、ジョイホンが2店舗、ショッピングモール形態1店舗の合計18店舗と、専門店11店舗を展開している（前述の期間限定ショップを除く）。全ての店舗が関東地方に所在するが、神奈川県のみ店舗がない。
現行店舗については、公式サイト店舗情報を参照。

#### ホームセンター
- ジョイフル本田（従来からの業態で、中型・大型・超大型店）：茨城県4店舗、群馬県2店舗、埼玉県1店舗、千葉県6店舗、栃木県1店舗、東京都1店舗
- ジョイホン（新業態店舗で、小型・超大型店）：栃木県1店舗（小山駅前店）、群馬県1店舗（吉岡店（ジョイホンパーク吉岡））

宇都宮店では宇都宮駅から1時間に1本程度（休日増便あり）、瑞穂店では箱根ケ崎駅から30分 - 1時間に1本程度（本来は従業員送迎用）、千葉ニュータウン店では千葉ニュータウン中央駅・印西牧の原駅から1日各8本の無料送迎バスを運行している。
ジョイホンは、前述の通り新業態店舗として2022年4月20日に第1号店を小山駅前に開業した。「ジョイホン」とは、ジョイフル本田を略した言葉で、一般的にこの略称が使われている。店舗に飾られている「JOYHON」のロゴは、佐藤可士和が率いるSAMURAIによるデザインによるものである。

#### ショッピングモール
- ファッションクルーズニューポートひたちなか（茨城県ひたちなか市）

ジョイフル本田ニューポートひたちなか店の専門店街として営業。

#### 専門店
- THE GLOBE（アンティーク、雑貨専門店）：2店舗（茨城県1店舗、東京都1店舗）
- Pets CLOVER（ペットショップ）：3店舗（埼玉県1店舗、群馬県1店舗、千葉県1店舗）
- 本田屋（建築プロ向けの、工具専門店）：5店舗（千葉県3店舗、栃木県1店舗、東京都1店舗）
- ジョイフル本田 資材館（上記「本田屋」に加え、大型機械・木材・建築資材も扱う建築プロ向け専門店）：1店舗（群馬県1店舗）

### グループ店舗
現行店舗については、公式サイト店舗案内を参照。
北海道には、当社を含む3社共同出資の企業・株式会社ジョイフルエーケーによる店舗が存在する。
2021年12月現在、大型ホームセンタージョイフルエーケー4店舗（札幌市北区、北広島市、江別市、帯広市）、小型ホームセンタージョイフルエーケーBUILD-ON1店舗（札幌市東区）、ペットショップペットワールド PROX4店舗（札幌市手稲区、札幌市東区、札幌市豊平区、河東郡音更町）を展開している。

## その他の事業
展開中の事業
- ガソリンスタンド
郊外型ロードサイド店舗の特徴を生かし、幸手店、千葉ニュータウン店、新田店、宇都宮店、瑞穂店、千代田店、富里店の7店舗では、ジョイフルスピードステーション（JSS）と称するプライベートブランドのセルフ式ガソリンスタンド（無印スタンド）、全15店舗で灯油スタンドを敷地内に併設して営業している[25]。
2020年2月、JSSのガソリンスタンドと灯油スタンド事業を出光興産に譲渡し、同年4月から6月までの間に順次同社のブランドに転換[26][27]。
- フィットネスクラブ　
「MTJフィットネス」によるフィットネスクラブを3店舗（土浦・守谷・千葉ニュータウン）に併設して運営している。
2021年3月1日付で、日本におけるゴールドジムの運営元であるTHINKフィットネスへ株式67%が譲渡されたと同時に、商号もジョイフルアスレティッククラブからMTJフィットネスへ変更し、THINKフィットネスとジョイフル本田との共同運営へ移行。ジョイフル本田はMTJフィットネス株式の残り33%を継続保有する[28][29]。
- カフェ
「プレストンカフェ」の名称で5店舗（ひたちなか・新田・千葉ニュータウン・宇都宮・吉岡）、「ラゴアコーヒー」の名称で1店舗（守谷）をそれぞれ運営している。

撤退した事業
- クラフトビール
子会社のホンダ産業により、「プレストンカフェ」のうち千葉ニュータウン・宇都宮の2店舗でクラフトビールを醸造し、「プレストンエール」の名称で販売していた。2020年3月20日付のホンダ産業のジョイフル本田への統合に伴って事業終了[30]。

## 関連会社・団体
- 株式会社MTJフィットネス - 株式の33％を保有。茨城県に2店舗、千葉県に2店舗(オレンジセオリーフィットネス含む)展開しているスポーツクラブ。
- 株式会社ジョイフルエーケー - 北海道でホームセンターを展開。関係会社。
- 公益財団法人本田記念財団
- 株式会社ジャパンミート - JMホールディングス株式の3％を保有。生鮮館内にて生鮮スーパーマーケットを展開。

## スポーツ支援
- 総合サッカークラブつくばFCと業務提携しており、男子トップチーム（茨城県社会人リーグ所属）が「ジョイフル本田つくばFC」として活動。ユニフォームスポンサーを務めるほか、地域の小、中、高校生の活動を応援している。逆にジョイフルアスレティッククラブにてつくばFCコーチ陣によるサッカー教室も展開している。
- 筑波大学蹴球部のユニフォーム胸部ロゴのスポンサーにもなっており、これは学生サッカー界初の試みとして注目された。なお、筑波大学蹴球部はつくばFCとも提携を行っており、事実上3団体による業務提携となっている。

## 広告活動
- ラジオではTBSラジオとNACK5にてスポットCMを出稿。

### テレビ番組
超大型店で東京から近く取材が容易な千葉ニュータウン店は、テレビ番組でもしばしば紹介されている。
特に2021年には11月30日に『所JAPAN』（関西テレビ）、12月6日に『ラヴィット!』（TBSテレビ）と、僅か1週間の間に全国ネット番組で2度紹介されたこともある。
『日経スペシャル ガイアの夜明け』（テレビ東京）の「巨大店の野望 〜ホームセンターが流通を変える〜」（2003年9月9日放送）という回では店舗戦略について特集が組まれたことがあった。
千葉ニュータウン店がある千葉県の地元テレビ局の千葉テレビ放送などで放送されていた『全開!女子力!!』では、「JOYFUL HONDA ワンダーランド」というコーナーを設け、千葉ニュータウン店内のおすすめ商品が毎週紹介されていた。

## 不祥事
- ジョイフル本田守谷店内のペットショップ「ペットワールド守谷店」が、絶滅危惧種のオウム「オオバタン」を無登録販売したとして、警視庁生活環境課は種の保存法違反容疑で、ジョイフル本田の動物仕入れ担当の係長や、輸入会社役員ら4人を2016年6月17日までに逮捕した[32]。